# NGC 877
NGC 877 is een balkspiraalstelsel in het sterrenbeeld Ram. Het hemelobject werd op 14 oktober 1784 ontdekt door de Duits-Britse astronoom William Herschel.

## HD 14192 en HD 14108
Vanaf de aarde gezien bevindt het stelsel NGC 877 zich, samen met NGC 876, schijnbaar net ten noordnoordwesten van de ster HD 14192. Iets minder dan een kwart graad ten westen van HD 14192 is HD 14108 te vinden die de sterrenstelsels NGC 870 en NGC 871 als gezelschap heeft. Amateurastronomen kunnen HD 14192 en HD 14108 aanwenden als gidssterren om de vier sterrenstelsels op te sporen.

## Synoniemen
- PGC 8775
- UGC 1768
- MCG 2-6-58
- ZWG 438.52